# Venèrca
Venèrca (francès Venerque) és un municipi francès del department de l'Alta Garona, a la regió Occitània.

## Monument

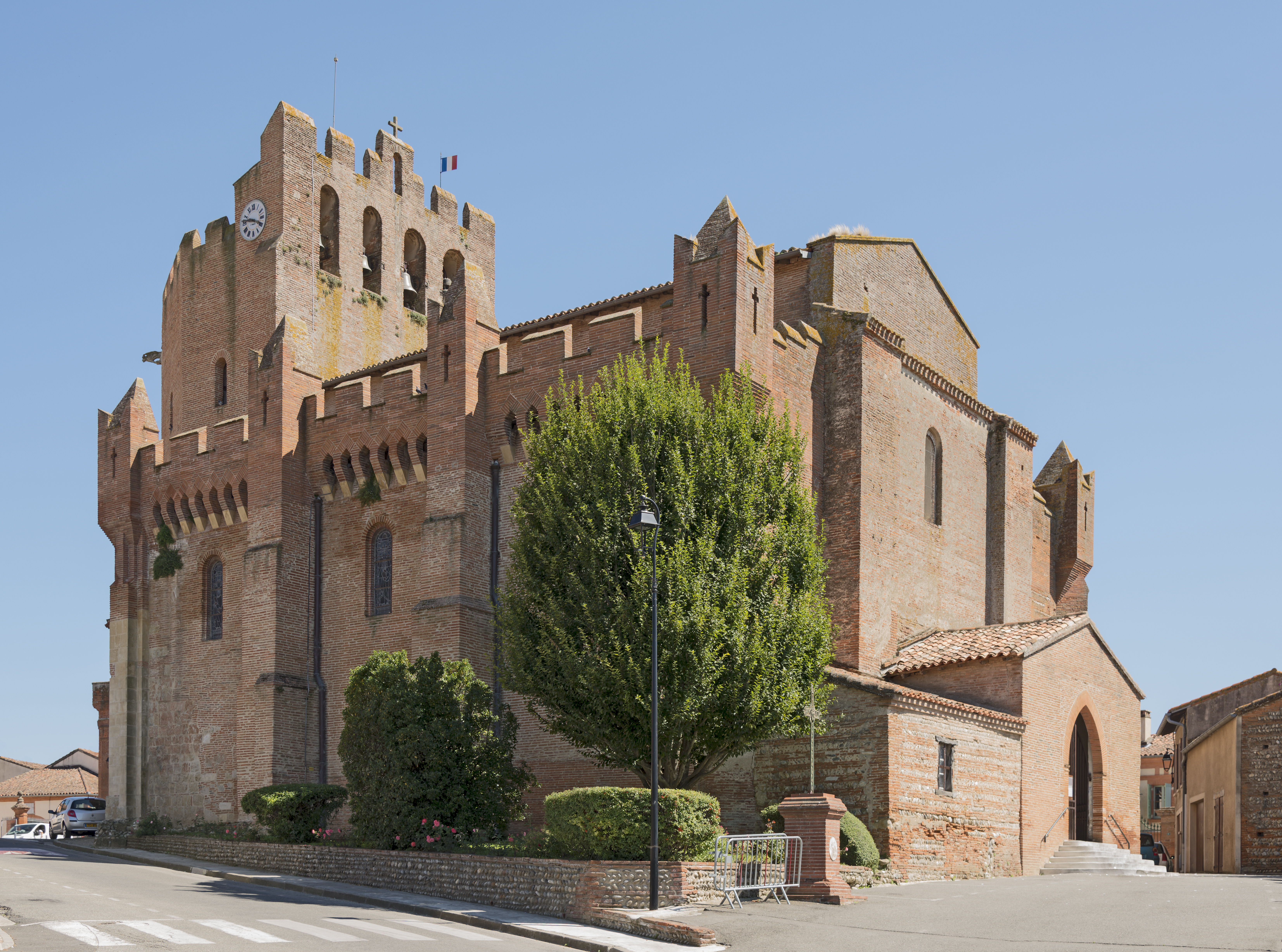
Església.
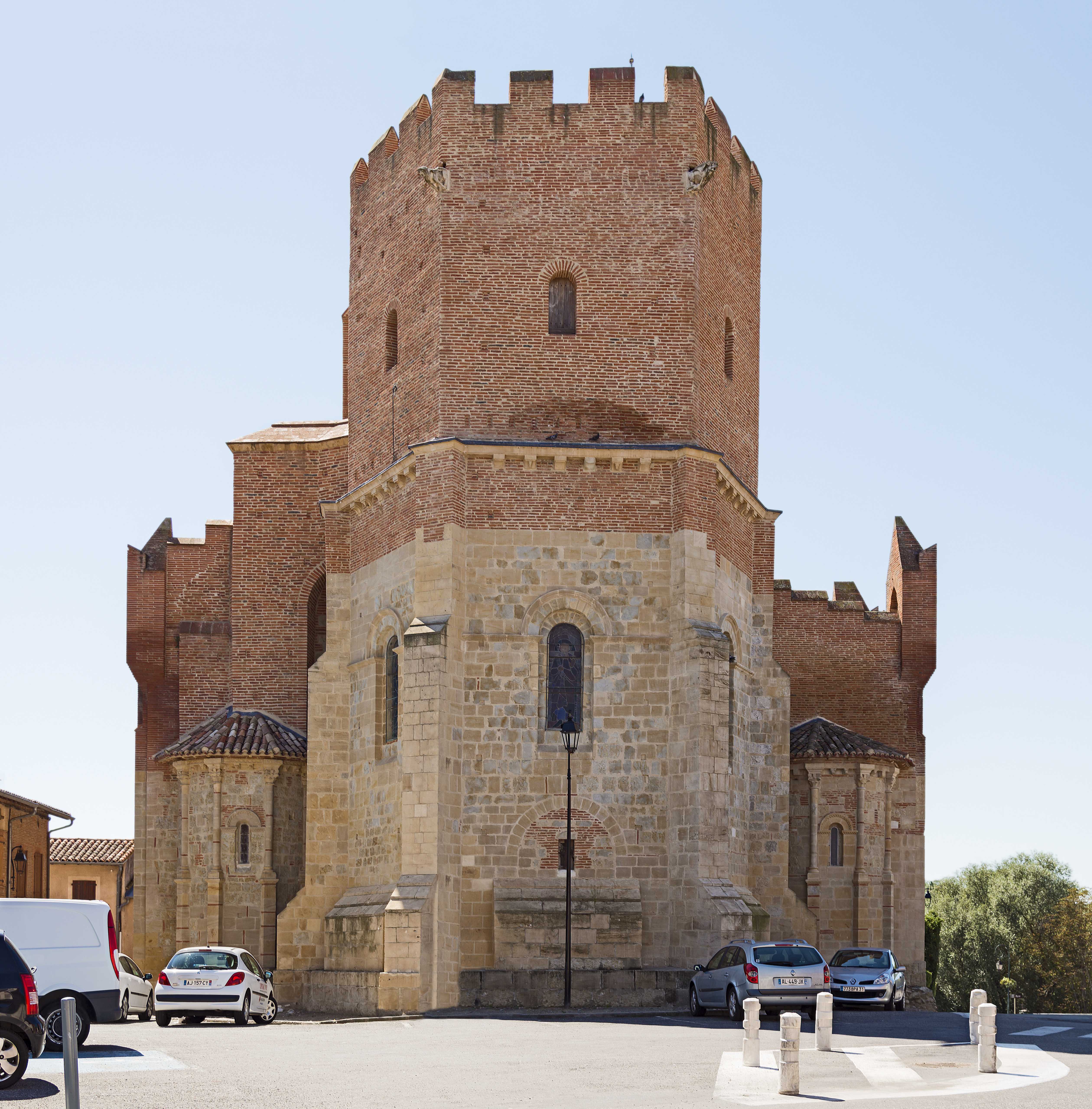
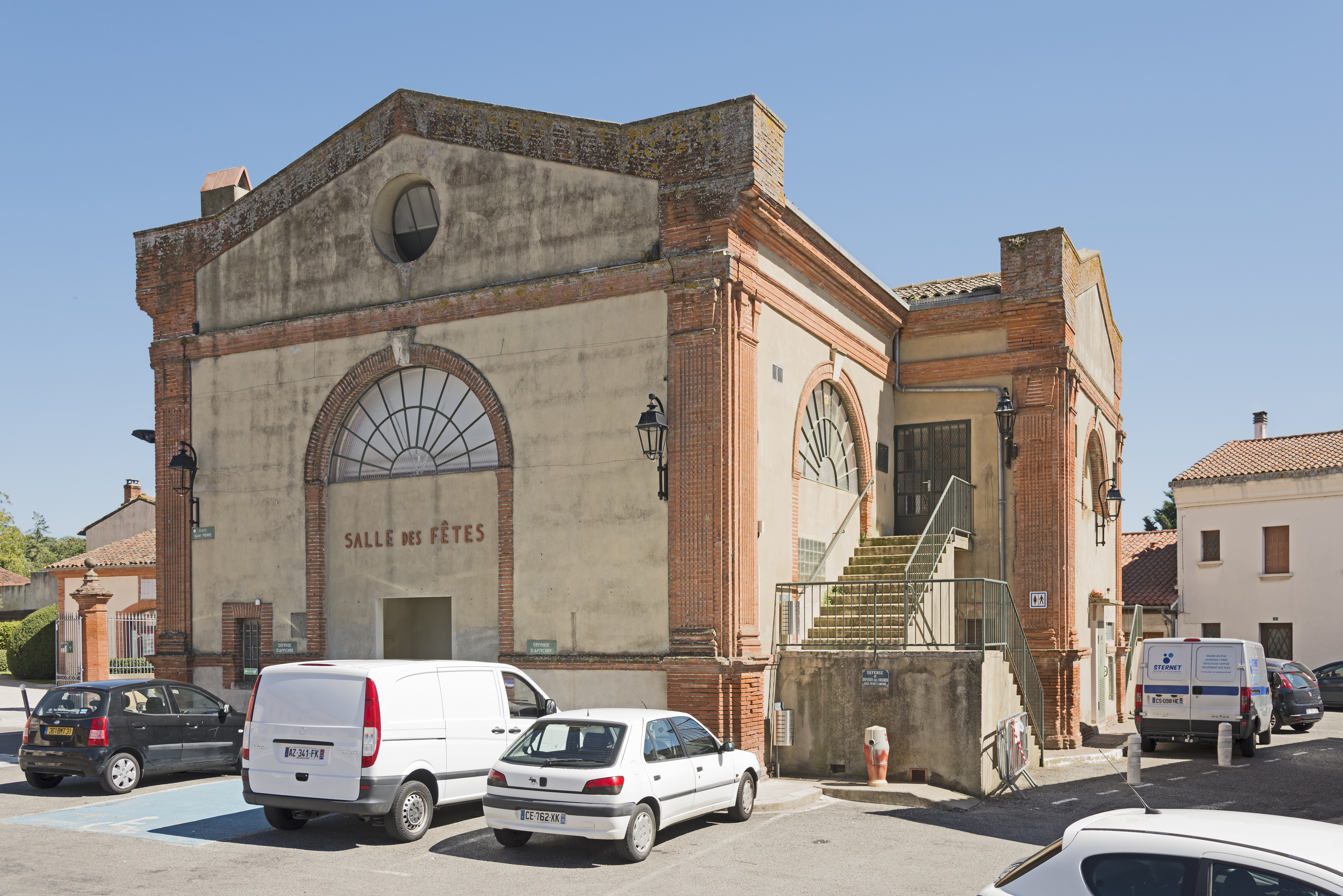
La sala de festes
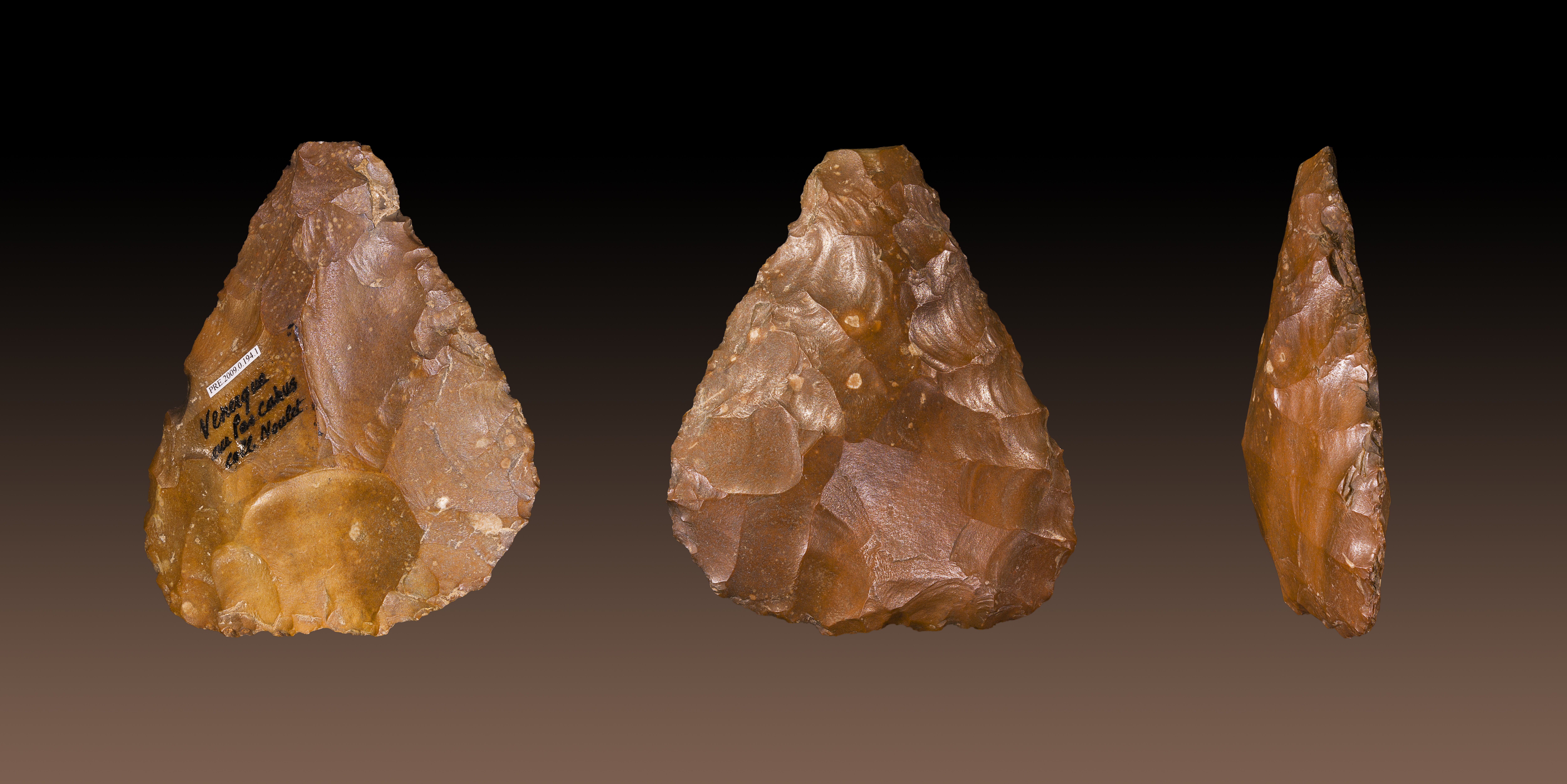
Biface Paléolithique inférieur Museu de Tolosa de Llenguadoc